# Кузнецкая ТЭЦ
Кузнецкая ТЭЦ — угольная тепловая электростанция (теплоэлектроцентраль), расположенная в городе Новокузнецке Кемеровской области и принадлежащая ООО «Стройтехпроект».
Установленная электрическая мощность Кузнецкой ТЭЦ — 108 МВт, тепловая — 890 Гкал/ч (включая мощность водогрейной котельной).
Кузнецкая ТЭЦ расположена в юго-восточной части Кузнецкого района города на правом берегу реки Томь и обеспечивает тепловой энергией потребителей Кузнецкого, Центрального, Орджоникидзевского районов города. Снабжает паром Новокузнецкий алюминиевый завод и Кузнецкий завод ферросплавов и прочие промышленные предприятия Кузнецкого района.

## История
В 1940 году Ленинградское отделение Теплоэлектропроекта разработало технический проект Кузнецкой ТЭЦ
В конце 1942 года для Кузнецкой ТЭЦ были поставлены демонтированные со второй Ленинградской городской электростанции турбогенератор мощностью 24 МВт и два котла с цепными решётками паропроизводительностью по 75 т/час. (Турбина и котлы были изготовлены в 1929 году ЛМЗ, генератор — заводом «Электросила»). В том же 1942 году получены из Англии турбогенератор мощностью 20 МВт и два котла с цепными решётками по 90 т/ч.
Строители и монтажники проявили немало усилий и изобретательности, чтобы ускорить ввод ТЭЦ в работу. Недостающие по комплектации узлы изготавливались на месте — в цехах Кузнецкого металлургического комбината и Гурьевского металлургического завода.
- 1939 год — начато строительство ТЭЦ для энергоснабжения Новокузнецкого алюминиевого завода, Кузнецкого ферросплавного завода.
- 1944 год — 9 июня пущена первая очередь ТЭЦ Сталинского алюминиевого завода[6]. 17 июня введены паровой котел №1 производительностью 75 т/час и турбогенератор мощностью 24 МВт[2], электростанция дала первый ток[3][5]. Позже был введен котлоагрегат №2.
- 1945 год — введены два котлоагрегата № 3, 4 и турбоагрегат № 2 (2-я очередь).
- 1948 год — введены четыре котлоагрегата № 5, 6, 7, 8 и два турбоагрегата № 4, 5 (3-я очередь).
- 1952 год — введены два котлоагрегата № 15, 16 и турбоагрегат № 11 (4-я очередь).
- 1954 год — ТЭЦ вышла из состава Новокузнецкого алюминиевого завода в самостоятельное предприятие энергосистемы «Кузбассэнерго».
- 1964 год — введен в работу турбоагрегат № 10.
- 1969 год — введены два котлоагрегата № 17, 18 и два турбогенератор № 12, 13 (5-я очередь).
- С 1980 года ведутся работы по реконструкции ТЭЦ, а по существу — новое строительство[3][5].
- 1994 год — установлены 6 новых турбин, введены в строй водогрейная котельная, химический цех и тракт топливоподачи[3][5]
- 2003 год — введен в работу турбина Р-12-3,4/1, так же произведен пуск котла производительностью 160 тонн пара в час.
- 2006 год — пущен в эксплуатацию новый турбоагрегат № 12. Новая турбина мощностью 12 МВт построена взамен старого турбоагрегата.[7]
- 2008 год — пущен в эксплуатацию новый турбоагрегат № 3. Новая турбина мощностью 12 МВт построена взамен старого турбоагрегата.
- 2011 год — на территории Кузнецкой ТЭЦ начато строительство Новокузнецкой газотурбинной электростанции[5][8].
- 2014 год — введена в эксплуатацию ГТЭС «Новокузнецкая»[9][8].
- 2025 год — единственным собственником становится ООО «Стройтехпроект»[1].

## Описание
На Кузнецкой ТЭЦ эксплуатируется следующее основное оборудование:
- Турбоагрегаты:
  - Р-12-3.4/0.1,
  - Р-12-35/5 м,
  - ПТР-30-2.9/0.6,
  - Р-12-90/18 м,
  - Т-20-90,
  - Р-12-8.8/3.1 м,
  - Р-12-90/31 м;
- Паровые угольные энергетические котлы:
  - четыре котла Лопулько производительностью 68 т/ч,
  - два котла ТП-170 производительностью 170 т/ч,
  - два котла БКЗ-220-100ф производительностью 220 т/ч;
- Два водогрейных котла КВТК-100-150 на природном газе;
- Два угольных паровых котла теплоснабжения Е-160-1,4-250КБТ.

В качестве основного топлива используется уголь Кузнецкого угольного бассейна и Хакасского месторождения, два водогрейных котла спроектированы на сжигание природного газа.
В качестве золоотвала используется примыкающий к площадке ТЭЦ участок земли, арендуемый у города.
Сбросы воды после очистки производит в речку Рушпайку
На территории Кузнецкой ТЭЦ построена газотурбинная станция Новокузнецкая ГТЭС.
Снабжение НКАЗ осуществляется по 4 линиям 100 кв.

## Критика
По состоянию на начало 2024 года, Кузнецкая ТЭЦ входит в число основных (совместно с «Евраз ЗСМК», «Русал Новокузнецк» и «Кузнецкие ферросплавы») загрязнителей воздуха в Новокузнецке. В это же время Ростехнадзор выявил на ТЭЦ 96 нарушений и возбудил административные дела на пятерых должностных лиц по ст. 9.11 (нарушение правил пользования топливом и энергией).